# Pedro Biava
Pedro Biava Ramponi (Italia, 11 de junio de 1902 - Barranquilla, 16 de junio de 1972) fue un compositor, director de orquesta y docente nacido en Italia, radicado en Colombia desde 1926 y nacionalizado colombiano en 1941.

## Biografía
Gracias a la influencia de su hermano Angelo Biava, Pedro Biava fue músico de la Orquesta Sinfónica de París y estudiante del Conservatorio Santa Cecilia, donde estudió clarinete, composición y dirección desde 1911. Luego de servir como músico en un batallón de infantería en Italia, emigró en 1926 a Colombia.
Allí enseñó como profesor de la Universidad del Atlántico hasta sus últimos días y fue miembro de varias orquestas de Barranquilla. Desde 1943, lideró la Orquesta Filarmónica, la Compañía de Ópera y el Cuarteto de Cuerdas del conservatorio de la ciudad.
Se casó con Mercedes Sosa y de su matrimonio nacieron 6 hijos: Luis, quien fue violinista y director de orquesta, fallecido en 2019; Pedro, violonchelista; Miguel, también músico; Lucía, quuien estudió piano; Carlos, el único de los hijos que no se dedicó a la música sino al comercio; y Constantino, quien fue clarinetista y arquitecto.

## Obra
- Intermezzo para orquesta 1933
- Motivos Colombianos, fantasía orquestal
- Preludio para Orquesta,  1933
- Las Siete Palabras de Cristo, oratorio, 1934
- Serenate d'Amore para flauta, clarinete, trompeta, violín, chelo y contrabajo
- Volveremos para flauta, Klarinettem saxofón, trompeta, violín y contrabajo
- Trío para violín, viola y violonchelo en 1934
- Anapesto para Cuarteto de Cuerdas 1933
- Cuarteto de cuerda núm. 1 y no. 2
- Reverie, 1955
- Divertimento para Cuarteto de Maderas, 1933
- Sexteto para arpa y quinteto de cuerdas
- Misa para coro mixto
- Réquiem para coro mixto